# Šiauliai
Šiauliai [ʃɛʊ̯ˈlʲɛɪ̯], anhörenⓘ (deutsch Schaulen) ist eine Großstadt mit 111.967 Einwohnern (2021) im Norden Litauens. Sie ist Sitz der umgebenden Rajongemeinde Šiauliai und seit 1994 die Hauptstadt des Bezirks Šiauliai. Sie hat den Status einer Stadtgemeinde, hat also einen gewählten Bürgermeister und Stadtrat. Šiauliai ist ein bedeutender Wirtschaftsstandort, Verkehrsknotenpunkt, Sitz einer Universität und eines katholischen Bistums.

## Geografie und Klima
Šiauliai liegt etwa 190 Kilometer nordwestlich der Hauptstadt Vilnius und rund 120 Kilometer südwestlich der lettischen Hauptstadt Riga.
|                       | Jan  | Feb  | Mär  | Apr  | Mai  | Jun  | Jul  | Aug  | Sep  | Okt  | Nov  | Dez  |   |      |
| Mittl. Tagesmax. (°C) | −2,6 | −1,7 | 2,8  | 10,1 | 17,3 | 20,7 | 21,7 | 21,2 | 16,3 | 10,5 | 4,0  | −0,2 | ⌀ | 10,1 |
| Mittl. Tagesmin. (°C) | −7,9 | −7,7 | −4,2 | 1,2  | 6,7  | 10,5 | 12,3 | 11,7 | 8,1  | 4,1  | −0,3 | −5,0 | ⌀ | 2,5  |
|                       |      |      |      |      |      |      |      |      |      |      |      |      |   |      |
| Niederschlag (mm)     | 33   | 24   | 32   | 38   | 47   | 60   | 74   | 77   | 60   | 53   | 58   | 44   | Σ | 600  |
|                       |      |      |      |      |      |      |      |      |      |      |      |      |   |      |
| Regentage (d)         | 19   | 14   | 15   | 13   | 13   | 13   | 15   | 15   | 16   | 16   | 19   | 20   | Σ | 188  |

| −7,9 |

| −7,7 |

| −4,2 |

| 1,2 |

| 6,7 |

| 10,5 |

| 12,3 |

| 11,7 |

| 8,1 |

| 4,1 |

| −0,3 |

| −5,0 |

| −7,9 |

| −7,7 |

| −4,2 |

| 1,2 |

| 6,7 |

| 10,5 |

| 12,3 |

| 11,7 |

| 8,1 |

| 4,1 |

| −0,3 |

| −5,0 |

## Geschichte

### 13. bis 19. Jahrhundert
In Chroniken des Schwertritterordens wird Šiauliai bereits im 13. Jahrhundert als Soule, Saulia und Saulen erwähnt. Als Gründungsdatum der Stadt gilt der 22. September 1236, der Tag der sogenannten Sonnenschlacht bzw. Schlacht von Schaulen (litauisch Saulės mūšis), an dem litauisch-samaitische Verbände einem Heer unter Führung des livländischen Schwertbrüderordens nahe der heutigen Stadt eine vernichtende Niederlage zufügten. In den beiden folgenden Jahrhunderten galt Šiauliai als der Hauptort des „Sonnenlandes“, wie die Gegend damals genannt wurde.
Das Jahr 1445 ist als das Entstehungsjahr der ersten Holzkirche im Stadtzentrum überliefert, die 1625 durch den heutigen Backsteinbau ersetzt wurde. 1589 wurde Šiauliai mit dem Magdeburger Stadtrecht bewidmet und diente als Verwaltungszentrum eines Gebietes (litauisch Didieji Šiauliai), das ein königliches Landgut mit 6000 Bauernhöfen und benachbarten Siedlungen wie Joniškis, Radviliškis und Meškuičiai umfasste.
Zwischen dem 16. und 18. Jahrhundert wurde Šiauliai mehrmals durch Großbrände verwüstet. Plünderungen durch schwedische Truppen, der Ausbruch einer Pestepidemie und eine erneute Plünderung durch Soldaten der napoleonischen Armee auf dem Russlandfeldzug im Jahr 1812 wirkten sich ebenfalls negativ auf die Entwicklung der Stadt aus. Gegen Ende des 18. Jahrhunderts kam der Stadt als Verwaltungszentrum für dreizehn Distrikte der Umgebung eine bedeutende politische Rolle zu.

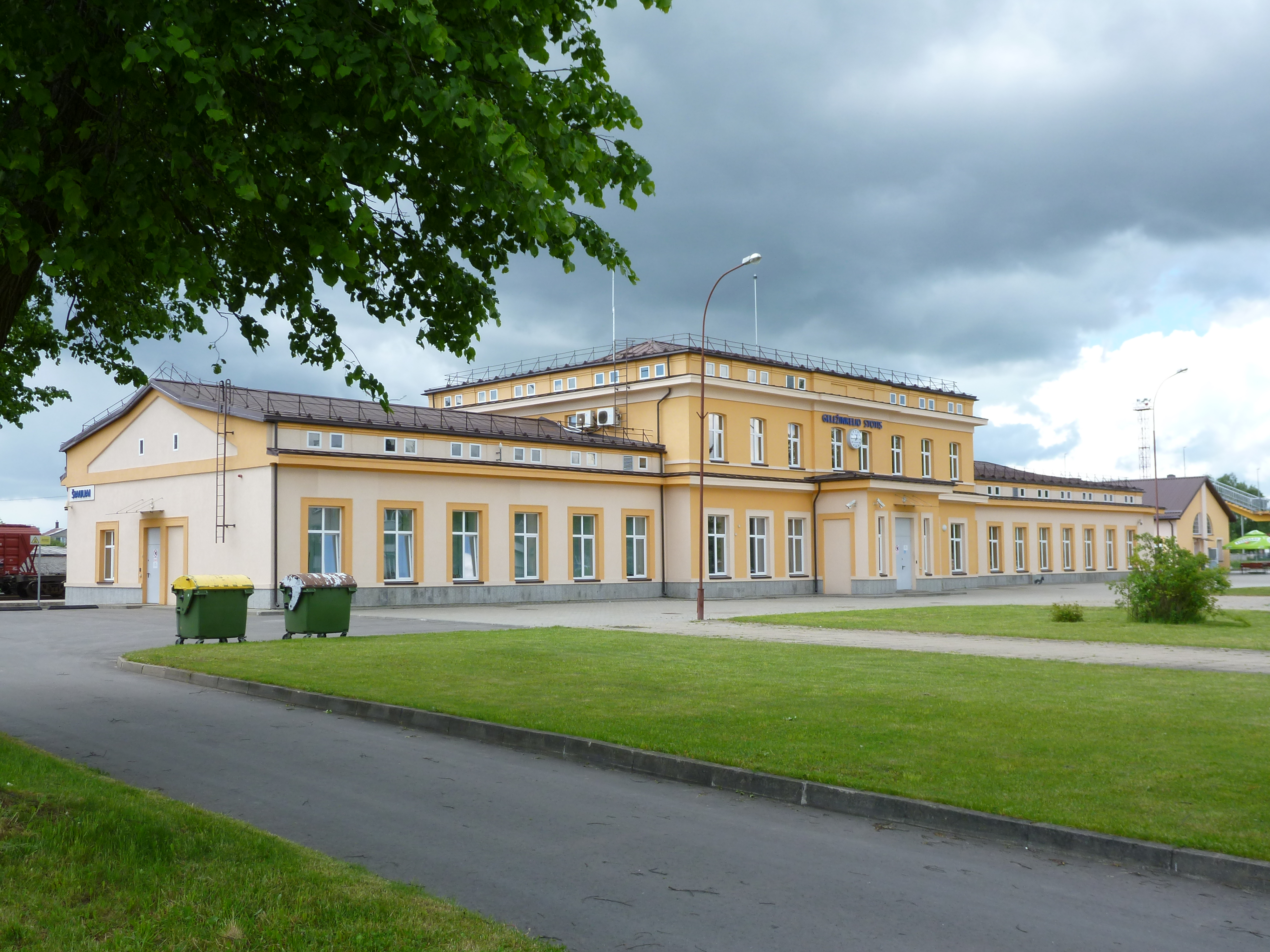
Bahnhof Šiauliai

Mit der Ansiedlung schlesischer Weber im späten 18. Jahrhundert wurde Šiauliai zu einem Zentrum der Textilindustrie. Der Bau einer Straßenverbindung zwischen Sankt Petersburg und Königsberg 1839 und der Eisenbahnlinie zwischen Liepāja (Libau) und Kaišiadorys, die jeweils durch die Stadt verliefen, förderte die Entstehung weiterer Industriezweige und den Aufstieg Šiauliais zu einer bedeutenden Handelsstadt und dem Wirtschaftszentrum Nordlitauens.
1851 wurde das Gymnasium Šiauliai errichtet.

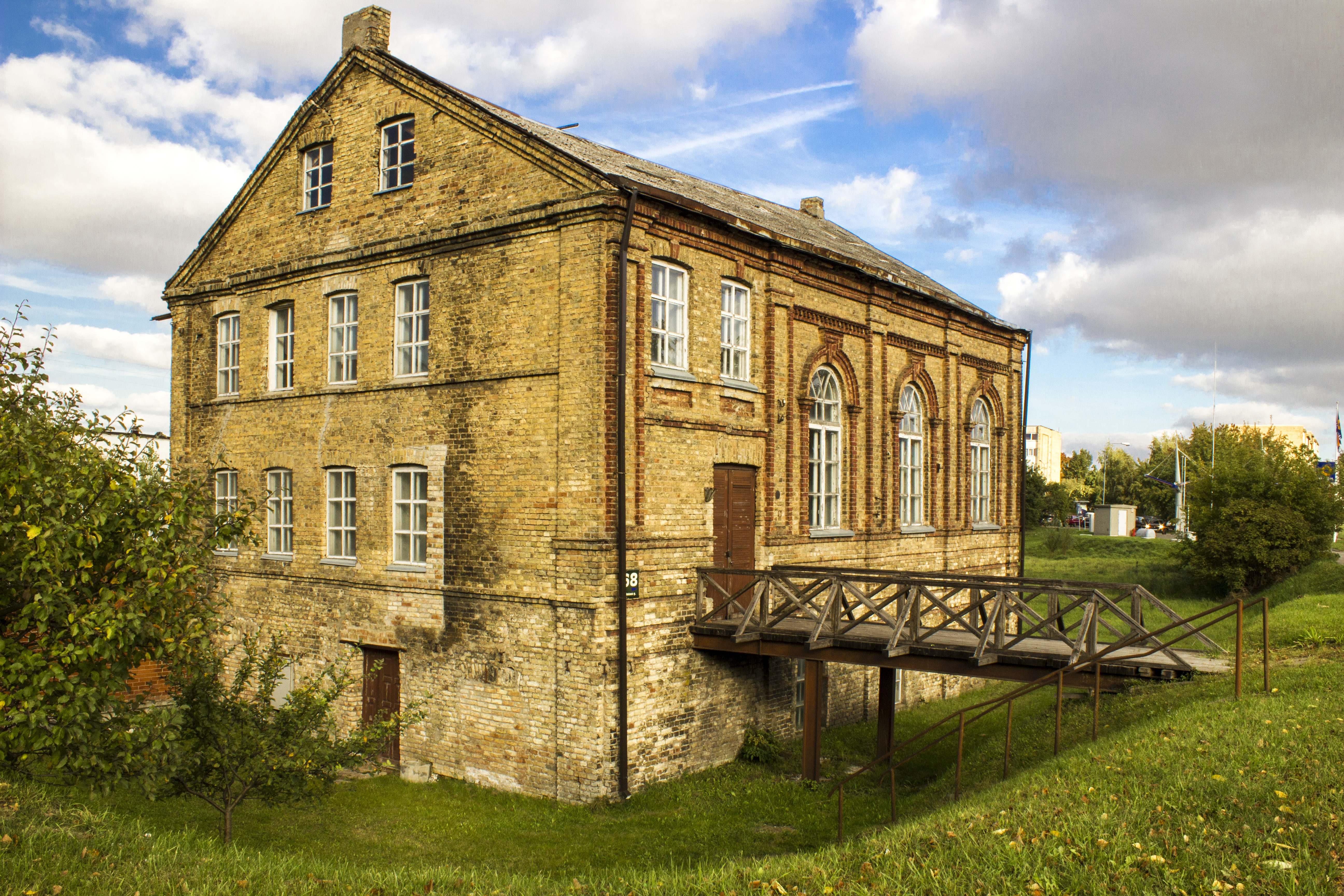
Synagoge

Die 1871 errichtete Choral-Synagoge wurde im Zweiten Weltkrieg zerstört.
Die letzte große Brandkatastrophe des Jahres 1872 markiert das Ende der bis dahin vorherrschenden Holzarchitektur in Šiauliai. Dem raschen Wiederaufbau folgte die Errichtung weiterer Industriebetriebe der Seiden-, Woll-, Leder-, Zigaretten- und Schokoladenindustrie. Zudem entstanden Bierbrauereien. 1897 war Šiauliai mit mehr als 16.000 Einwohnern nach Kaunas die zweitgrößte Stadt Litauens.
Seit dem 17. Jahrhundert existierte in der Stadt eine jüdische Gemeinde. Mit einem jüdischen Bevölkerungsanteil von 56 % im Jahr 1909 galt Šiauliai als ein bedeutendes jüdisches Zentrum.

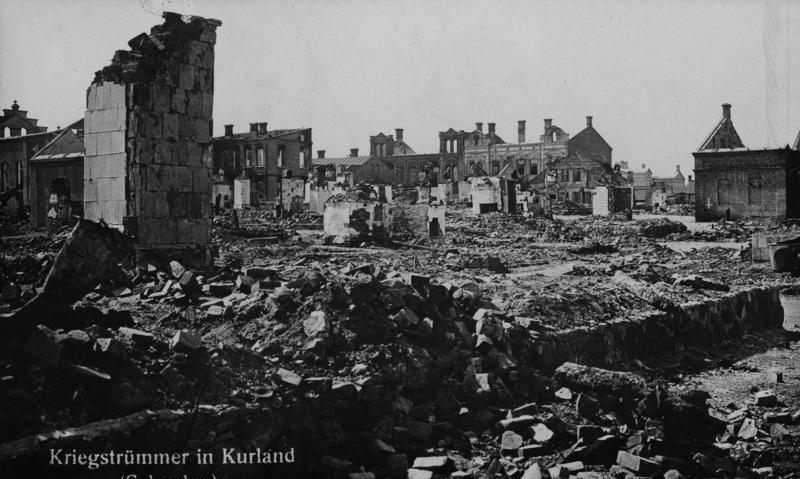
Zerstörungen des Ersten Weltkrieges

### Das frühe 20. Jahrhundert
Während des Ersten Weltkrieges waren Šiauliai und seine Umgebung zwischen April und Juni 1915 Schauplatz der Schlacht um Schaulen. Am 17. April wurden das historische Stadtzentrum und etwa 85 % aller Gebäude im Stadtgebiet durch die Kriegshandlungen verwüstet. In der Folge besetzten deutsche Truppen Šiauliai.

### Nach dem Ersten Weltkrieg

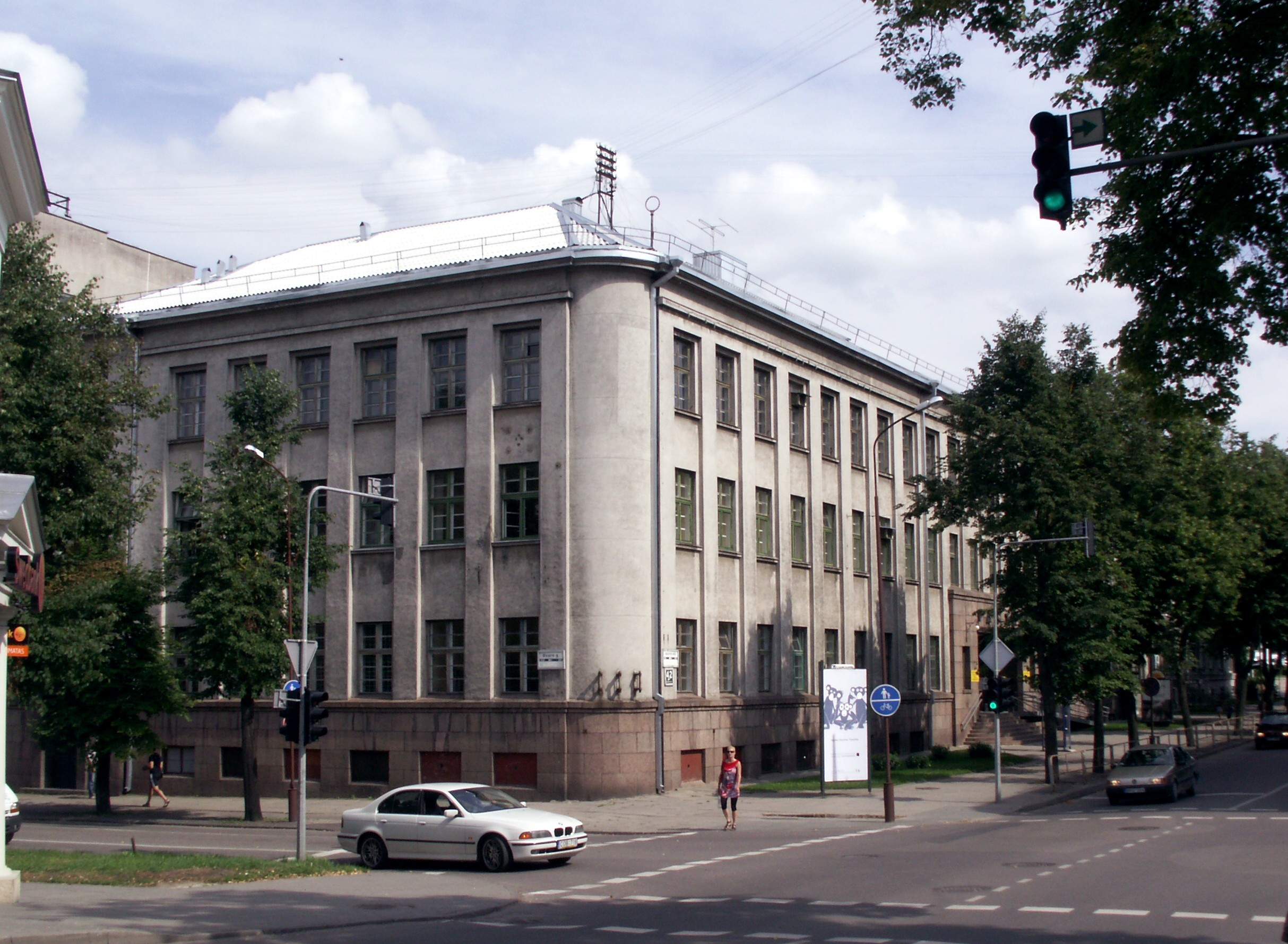
Post

Die Zeit nach dem Krieg und der Unabhängigkeitserklärung Litauens war eine Periode des Wiederaufbaus und wirtschaftlicher Expansion. Neben fünf neuen Leder- und Schuhfabriken entstanden wollverarbeitende und Webereibetriebe, ein Möbelwerk und die Gubernija-Brauerei. Im Jahr 1938 entfielen auf Šiauliai 85 % der litauischen Lederproduktion, 60 % der Schuh-, 75 % der Leinen- und 35 % der Schokoladenerzeugung. In der Stadt baute man modernistische  private Wohnhäuser und öffentliche    Gebäude (Filiale der Bank Litauens, die Zentralpost und andere).
Šiauliai blieb auch zwischen den beiden Weltkriegen die zweitgrößte Stadt Litauens.

### Der Zweite Weltkrieg – Deutsche Besetzung und Judenverfolgung

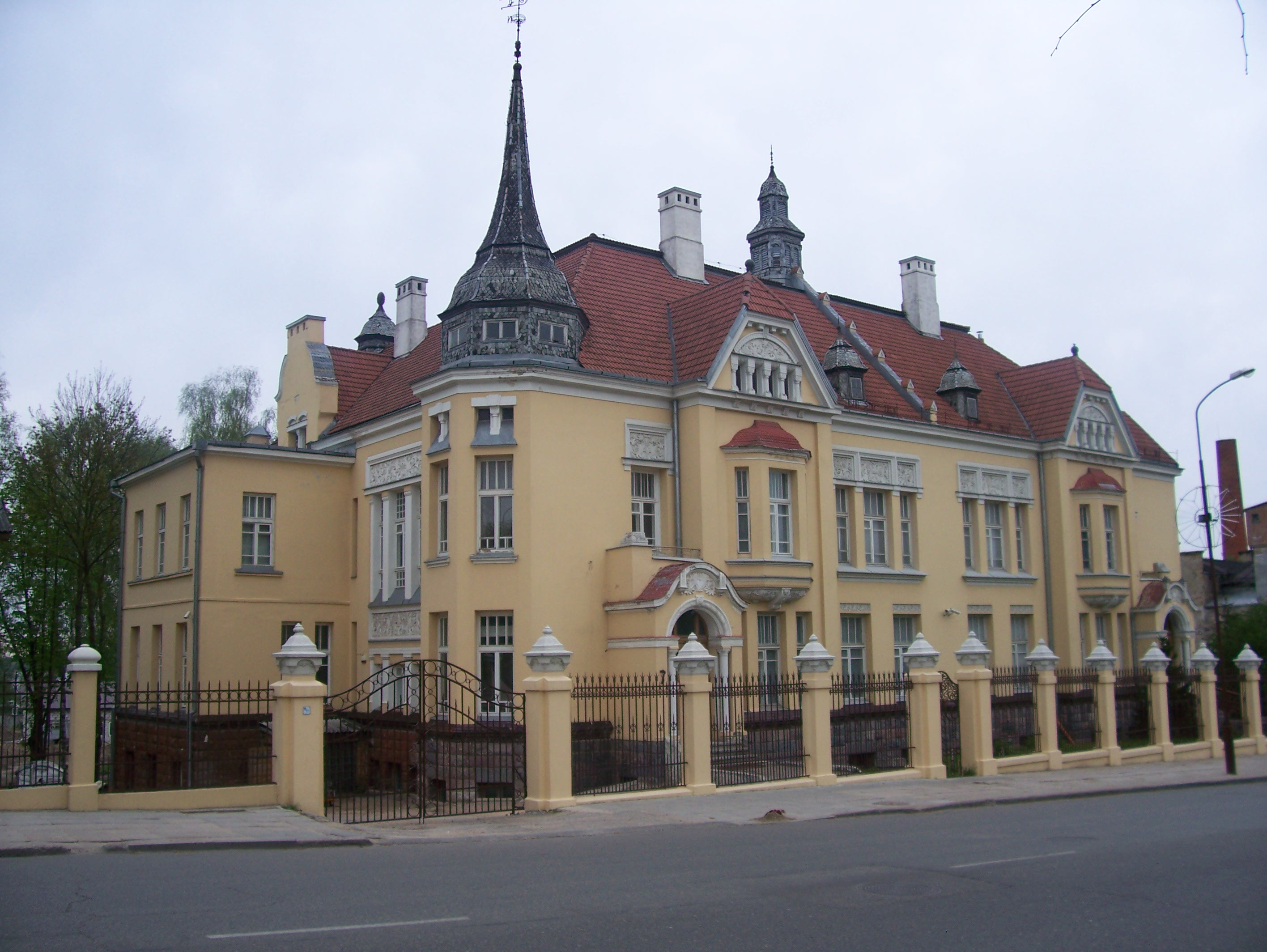
Villa Chaim Frenkel

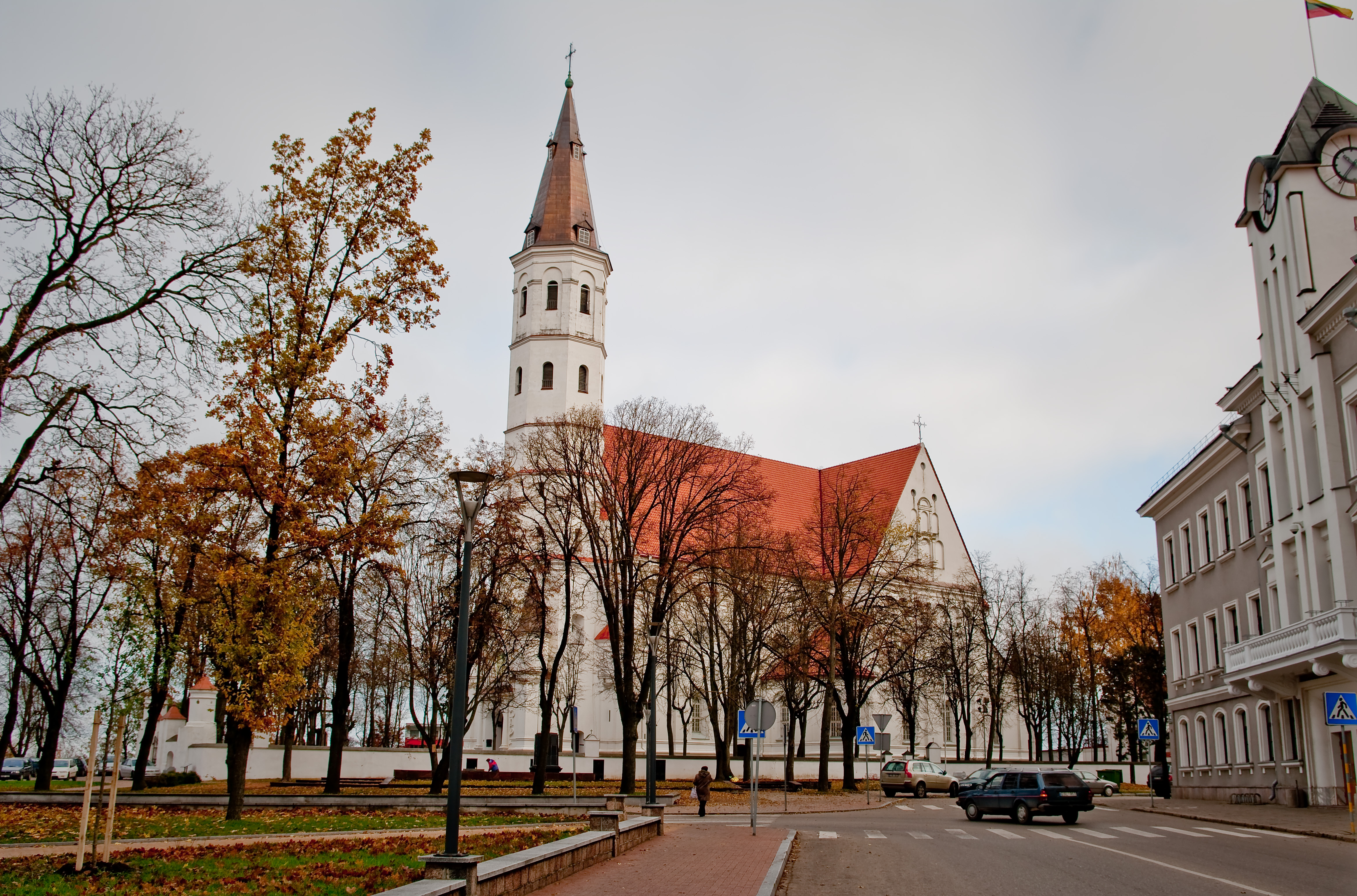
Kathedrale St. Peter und Paul

Nach dem deutschen Überfall auf die Sowjetunion und damit auch auf das von ihr besetzte Litauen ab dem 22. Juni 1941 flohen etwa 1000 Juden ins Innere der Sowjetunion. Am 26. Juni 1941 wurde die Stadt von Truppen der Wehrmacht besetzt, für die jüdische Bevölkerung der Beginn einer Terrorherrschaft. Bei antijüdischen Ausschreitungen ermordeten in den folgenden zwei Wochen Deutsche und Litauer 1000 jüdische Einwohner. Danach wurde eine Zivilverwaltung unter dem Reichsministerium für die besetzten Ostgebiete eingerichtet. Als dessen Vertreter wurde ein Gebietskommissar – vergleichbar einem deutschen Landrat – für Schaulen ernannt, in diesem Falle Hans Gewecke. Unter seiner Ägide begann am 25. Juli 1941 die Einrichtung eines Ghettos in den Stadtbezirken Kaukazas und Trakai. Während 1000 jüdische Einwohner nach Žagarė verschleppt wurden, flüchteten etwa die gleiche Anzahl aus den umliegenden Städten und Ortschaften in das Ghetto der Stadt, sodass Ende November 1941 etwa 5000 Menschen im Ghetto lebten. Bis September 1943 musste die Ghettobevölkerung für die Deutschen Zwangsarbeit leisten, unter anderem beim Bau des Flughafens von Zokniai. Ab September 1943 wurde das Ghetto in ein Konzentrationslager umgewandelt. Am 5. November 1943 fand eine „Säuberungsaktion“ statt, bei der 574 Kinder sowie alte und behinderte Ghettobewohner in ein Vernichtungslager deportiert wurden.
Am 22. Juni 1944 begann die Rote Armee die Operation Bagration und führte sie bis zum 20. August 1944 siegreich zu Ende. Als sie sich im Juli 1944 Šiauliai näherte, wurden die restlichen Bewohner des Ghettos in das KZ Stutthof gebracht, wo die meisten von ihnen ermordet wurden. Etwa 500 jüdische Einwohner von Šiauliai, weniger als 10 % der jüdischen Vorkriegsbevölkerung, überlebten.
Während des Krieges wurde Šiauliai zu achtzig Prozent zerstört. In der Stadt bestand das sowjetische Kriegsgefangenenlager 294 für deutsche Kriegsgefangene.

### Die Zeit nach dem Zweiten Weltkrieg
Nach der zweiten Besetzung Litauens durch die Sowjetunion erfolgte ab 1945 der Wiederaufbau als moderne Stadt. Šiauliai ist heute ein wichtiges Verwaltungszentrum.

## Politik und Verwaltung

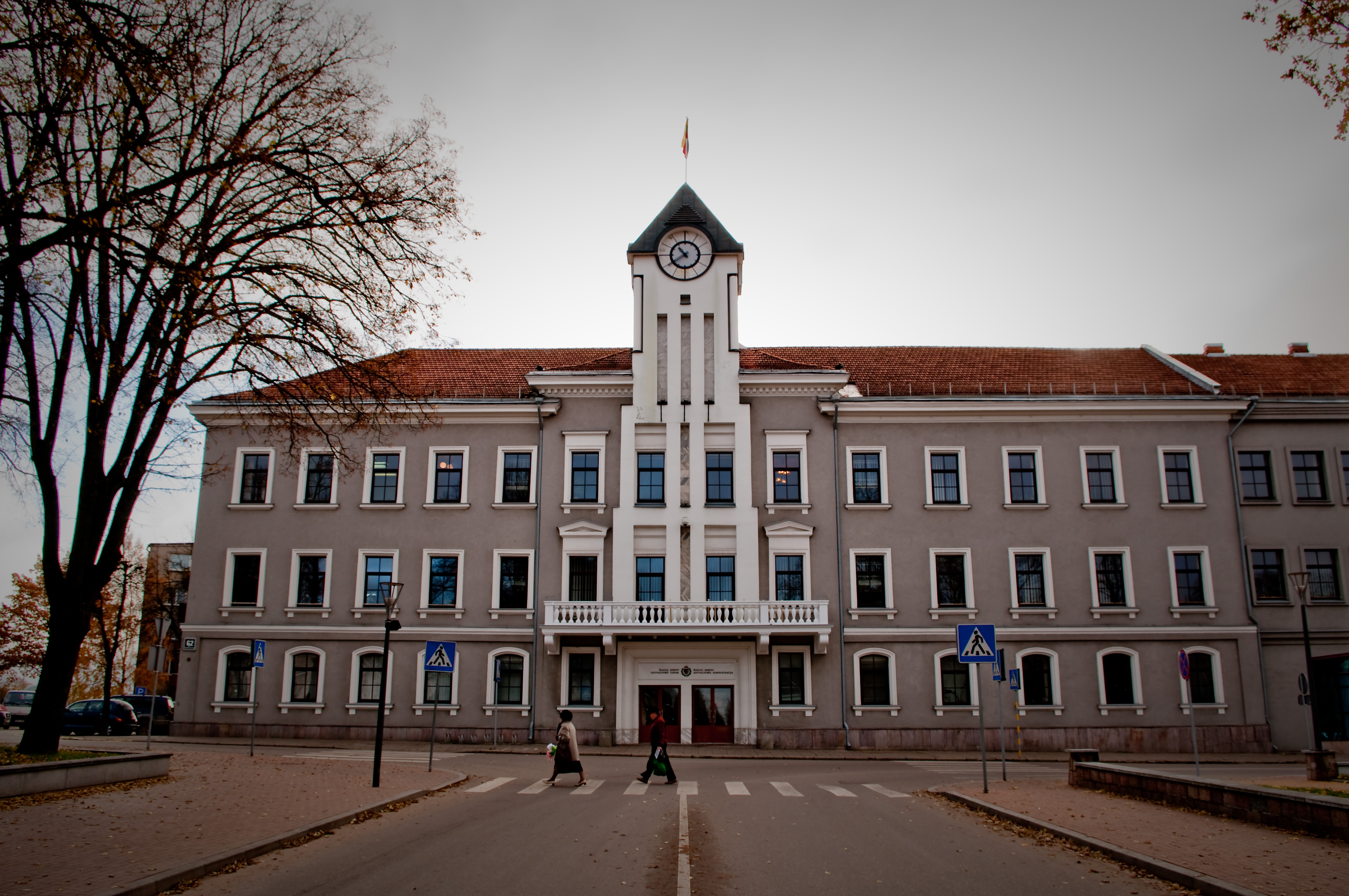
Rathaus

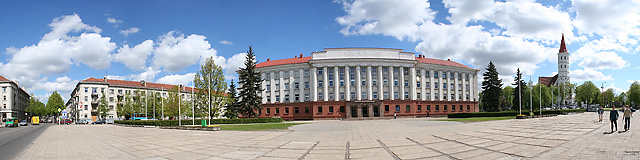
Hauptplatz von Šiauliai

Šiauliai ist seit 1995 eine Stadtgemeinde (lit. Šiaulių miesto savivaldybė). Das Vertretungsorgan ist der Rat der Stadtgemeinde, die ausführende Gewalt wird von der Verwaltung der Stadtgemeinde Šiauliai (Šiaulių miesto savivaldybės administracija) ausgeübt. Bürgermeister ist seit 2015 Artūras Visockas (* 1986), der für die Artūro Visocko nepartinis sąrašas (Unabhängige Bürgerliste Artūras Visockas) antrat. 2019 wurde er wiedergewählt.

### Bürgermeister
- 1990–1991: Kazimieras Šavinis (1937–2018)
- 1991–1995: Arvydas Salda (* 1955)
- 1995–2000: Alfredas Lankauskas (* 1950)
- 2000: Vida Stasiūnaitė (* 1953)
- 2002, 2003: Vaclovas Volkovas (* 1947)
- 2003–2007: Vytautas Juškus (* 1944)
- 2007–2011: Genadijus Mikšys (* 1956)
- 2011–2015: Justinas Sartauskas (* 1955)
- 2015–(2027): Artūras Visockas (* 1968)

### Vizebürgermeister
bis 2015
- Danguolė Martinkienė (* 1965)
- Juras Andriukaitis (* 1951)

seit 2015
- Domas Griškevičius (* 1985)
- Stasys Tumėnas (* 1958), Verleger

## Stadtbild

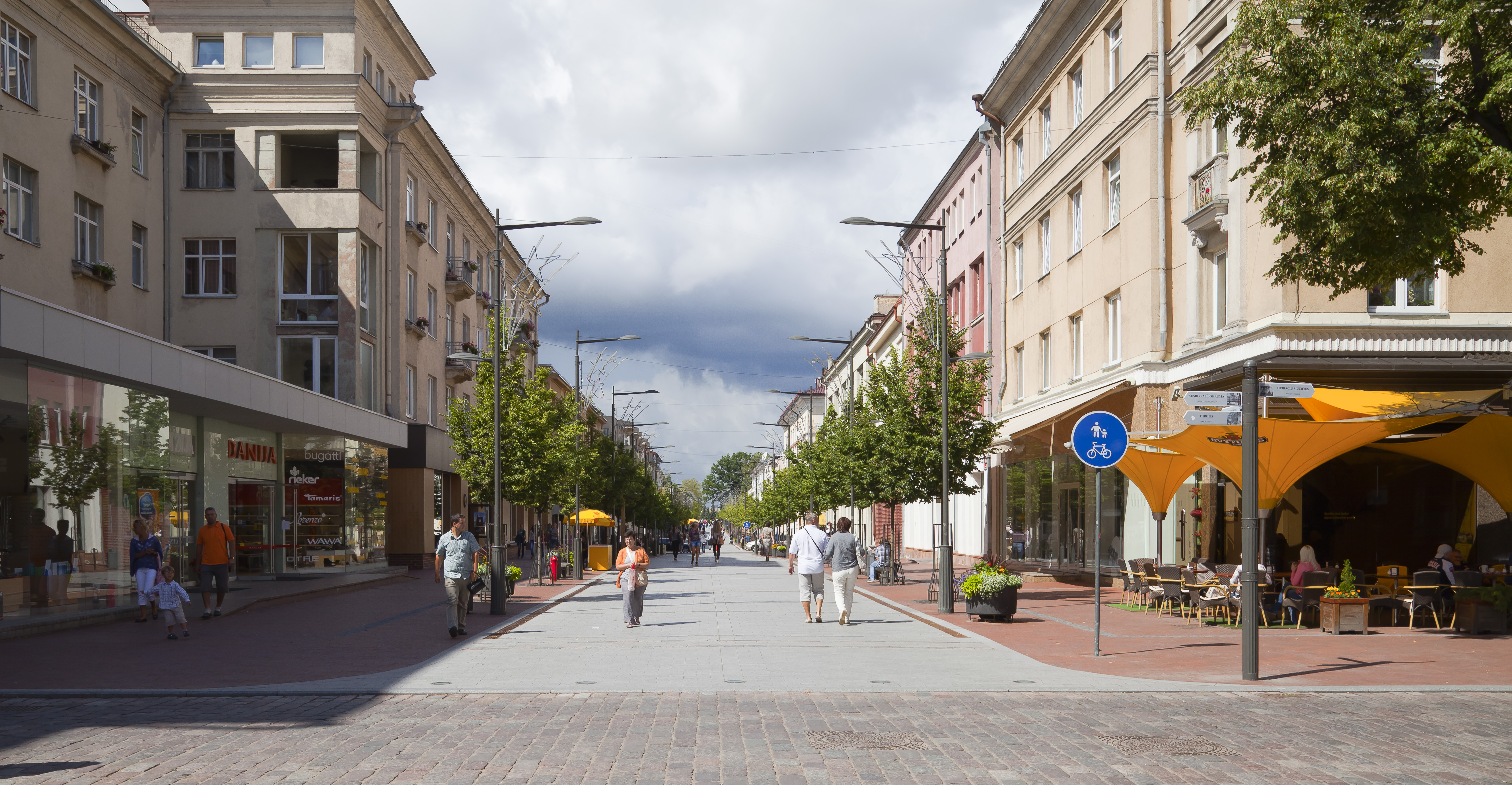
Vilniaus gatvė (Wilnaer Straße) im Stadtzentrum

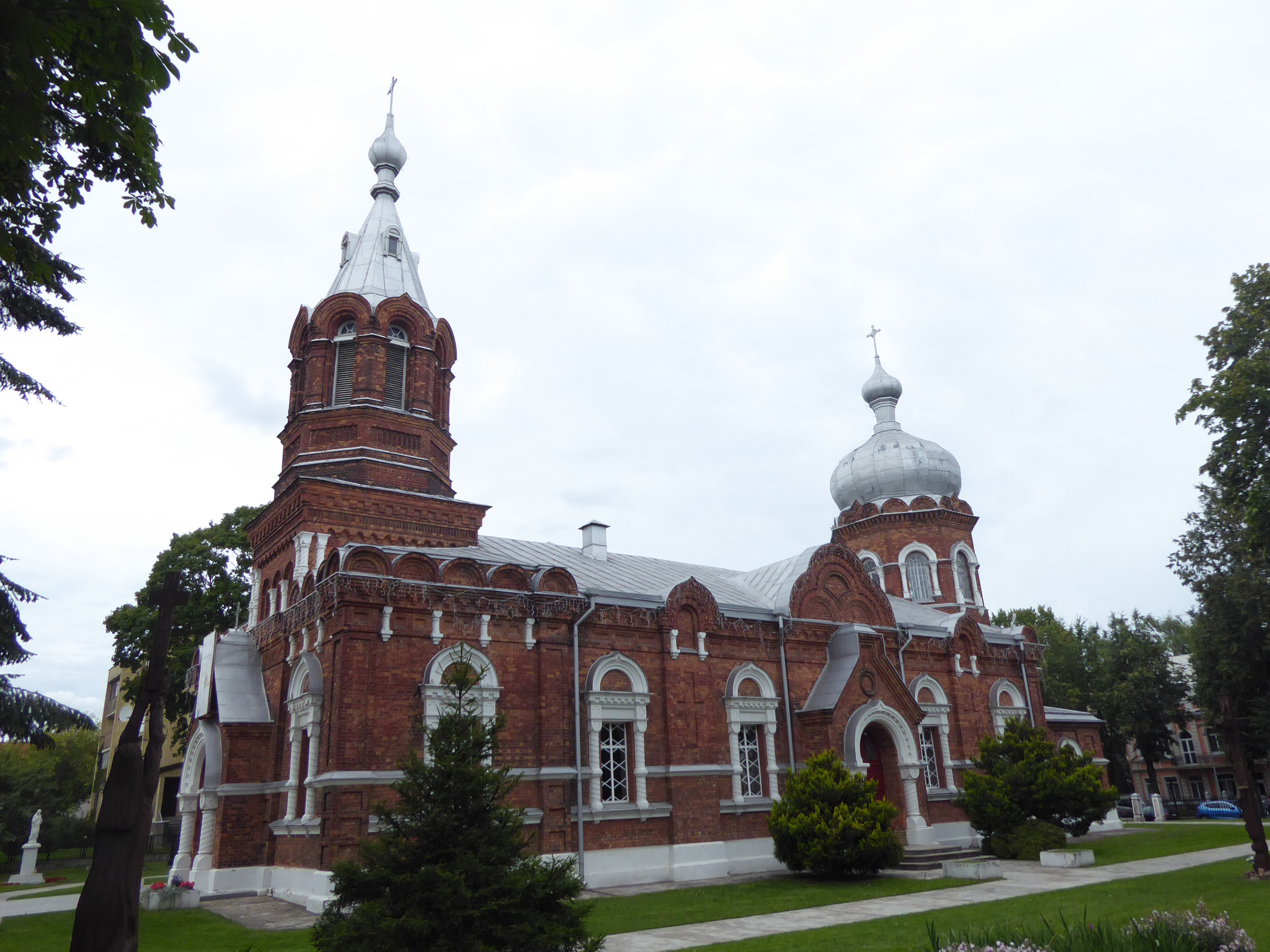
St.-Georgs-Kirche

Die Stadt ist vorwiegend industriell geprägt. Die Altstadt wurde während des Zweiten Weltkriegs weitestgehend zerstört. Die Straße, an der die meisten Sehenswürdigkeiten und Geschäfte liegen, ist die Vilniaus gatvė, die heute überwiegend Fußgängerzone ist.

## Kultur
In der Stadt gibt es staatliches Dramatheater Šiauliai (seit 1931), Kinder- und Jugendtheater „Bildukas“, Kammerorchester Šiauliai, ein Kulturzentrum der Stadtgemeinde Šiauliai, seit 1920 eine Bibliothek. Ab 1928 gab es eine Volksuniversität von Jonas Basanavičius.

## Sehenswürdigkeiten

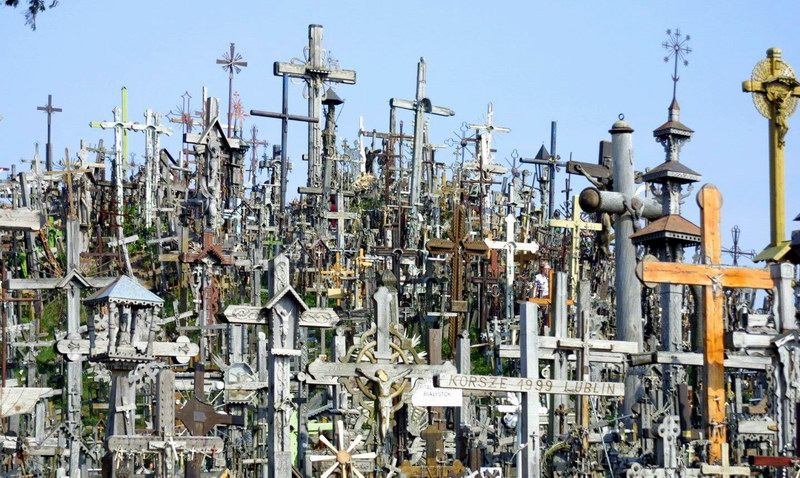
Berg der Kreuze

- Aušros–Museum mit mehreren Abteilungen und Standorten, unter anderem dem Museum für Fotografie und der 1908 im Jugendstil erbauten Villa der jüdischen Familie Chaim Frenkel
- Eisenbahnmuseum Šiauliai
- Fahrradmuseum Šiauliai
- Polizeimuseum Šiauliai
- Katzenmuseum

## Sakralbau
- Kathedrale St. Peter und Paul, Kathedrale des Bistums Šiauliai (Šv. apaštalų Petro ir Pauliaus katedra)
- Katholische Kirche St. Georg, erbaut 1909, ehemals orthodox
- Kirche der Unbefleckten Empfängnis der Jungfrau Maria
- St. Ignatius-Loyola-Kirche
- Synagoge der Fabrik von Chaimas Frenkelis
- Orthodoxe Kirchen.

Der Berg der Kreuze (Kryžių kalnas), ein nationales Wahrzeichen Litauens, befindet sich bei Šiauliai.

## Wirtschaft
Eines der größten Unternehmen im Ort ist Neaustinių medžiagų fabrikas. Ein bedeutender Arbeitgeber ist das örtliche Energieversorgungsunternehmen Šiaulių energija. Der Schaltkreishersteller Nuklonas wurde 2002 aufgelöst. Der Fleischverarbeiter Šiaulių maistas wurde 2003 aufgelöst, 2009 stellte der Nachfolgebetrieb endgültig seine Tätigkeit ein.

## Gesundheit
In Šiauliai befindet sich das große regionale Republikkrankenhaus Šiauliai, ambulante Poliklinik Šiauliai mit den Abteilungen für Psychiatrie und Zahnmedizin (bis 2013  Zahnmedizinische Poliklinik Šiauliai), mehrere private Arztpraxen und odontologische Praxen.
Staatliches Kolleg Šiauliai hat eine Gesundheitswissenschaftliche Fakultät, die frühere Höhere Medizinschule Šiauliai.

## Bildung

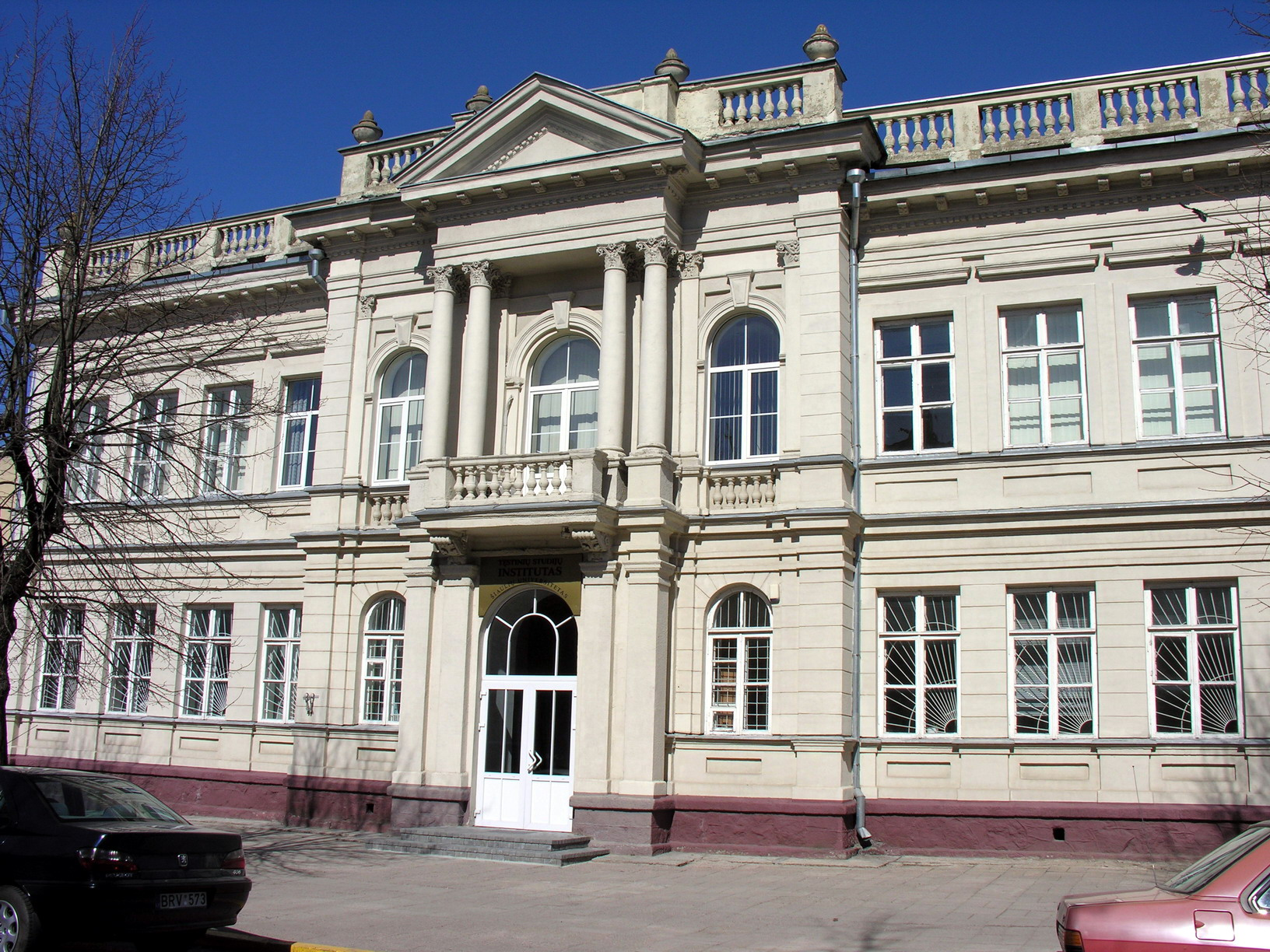
Akademie Šiauliai

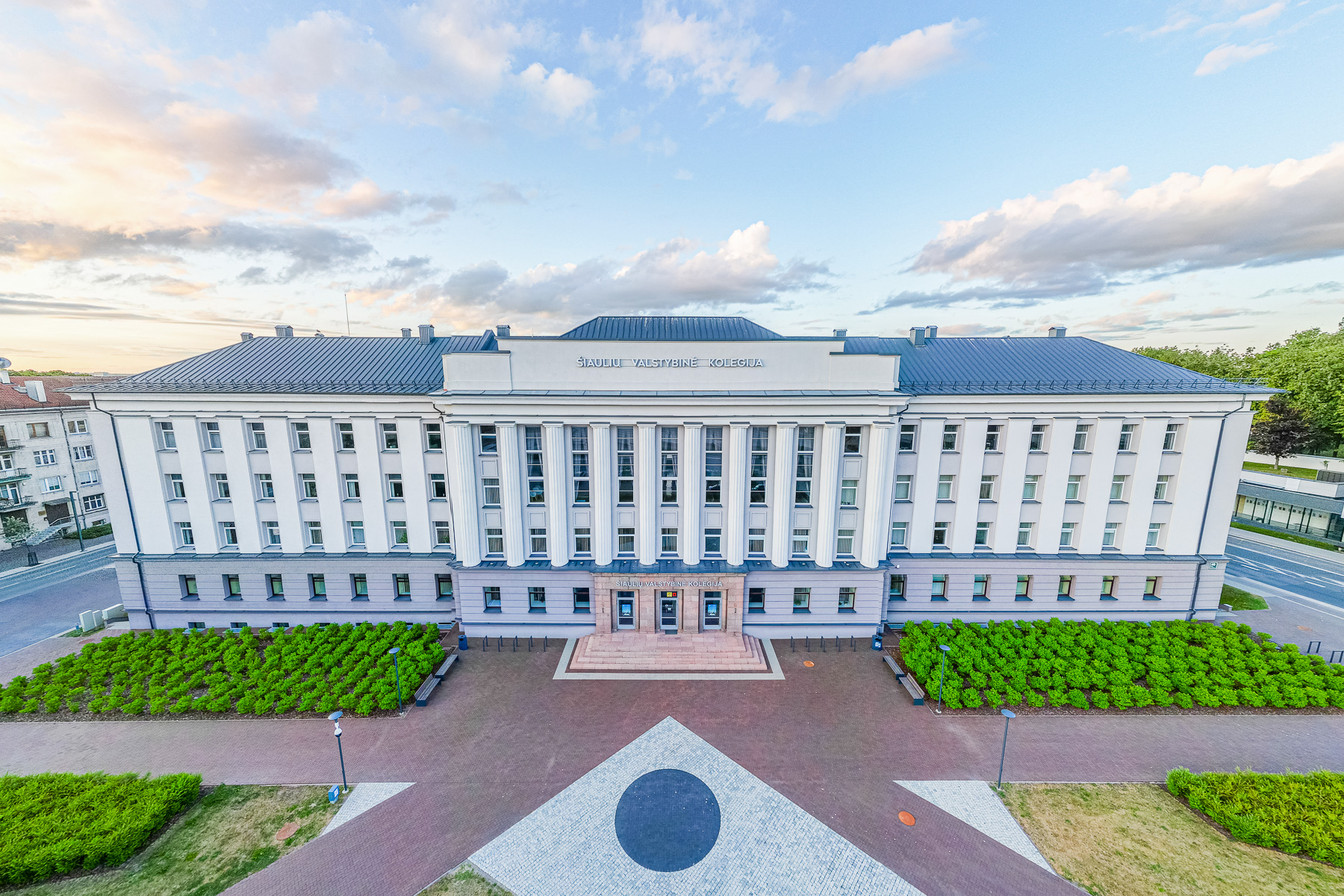
Kolleg Šiauliai

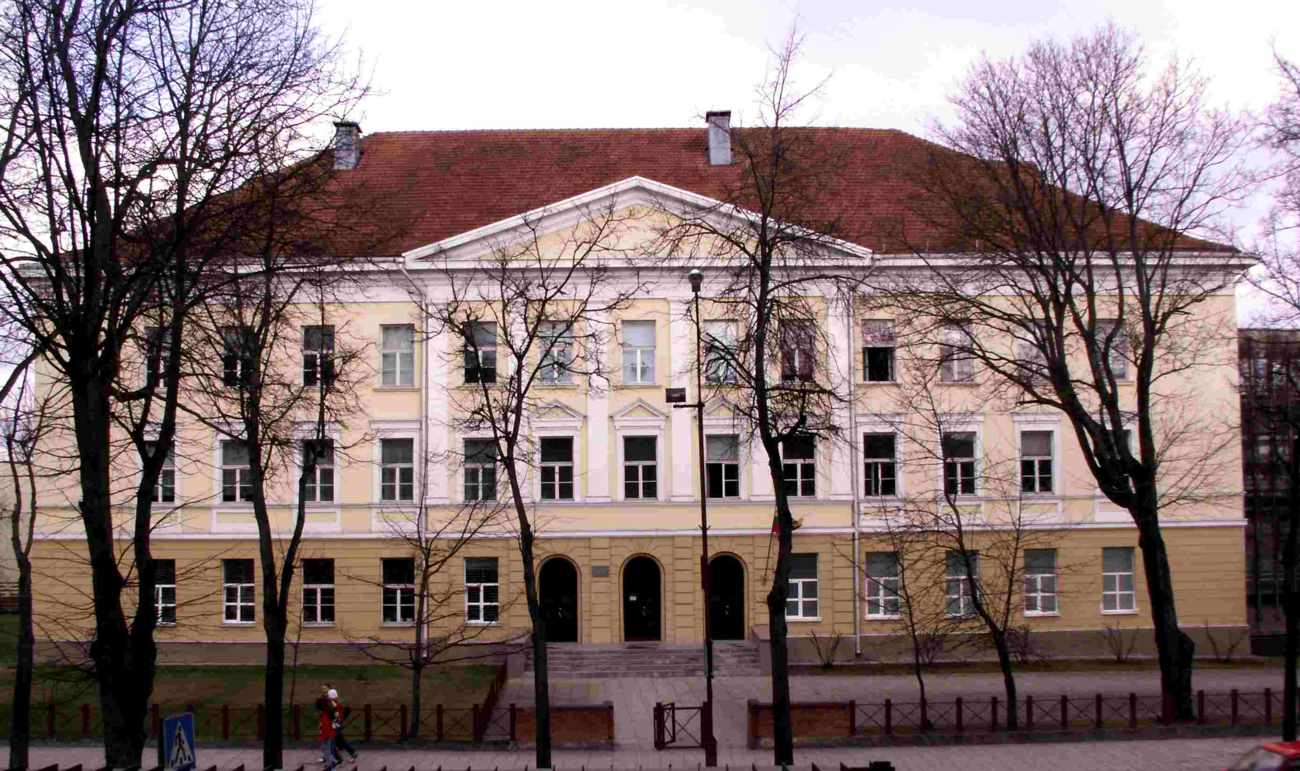
Janonis-Gymnasium

In der zweiten Hälfte des 19. Jahrhunderts, in der Zeit des damaligen zaristischen Russischen Kaiserreich, entstanden zwei Gymnasien (1851 ein Männergymnasium und 1896 ein Mädchengymnasium) in Šiauliai. Sie bestehen auch jetzt fort.
1919 gründete man das Lehrerseminar Šiauliai. Ab 1939 gab es auch das  Handelsinstitut Šiauliai; dieses  Institut wurde aus der litauischen Hafenstadt Klaipėda nach Šiauliai verlegt.
Ab 1959 errichtete man eine Filiale des Polytechnischen Instituts Kaunas, ab 1990 die Politechnische Fakultät Šiauliai.
1948 gründete man das Lehrerinstitut. Aus einem sowjetischen Pädagogischen Institut ging 1997 eine Universität mit mehreren Fakultäten hervor, die heute als  Akademie Šiauliai, eine Abteilung der Universität Vilnius, weiter geführt wird. Das Kolleg Šiauliai ist eine andere staatliche Hochschule in der Stadt; sie entstand nach dem Zusammenschluss einiger regionalen höheren Schulen von Šiauliai.
Neben dem Abitur gibt es seit 2005 auch die Möglichkeit, International Baccalaureate auf Englisch am Didždvario-Gymnasium zu erwerben.
Zu anderen öffentlichen Gymnasien gehören das Julius-Janonis-Gymnasium (älteste Bildungseinrichtung der Stadt), das Saulėtekio-Gymnasium, das musische
Saulius-Sondeckis-Gymnasium der Künste, das Simonas-Daukantas-Gymnasium, das Gymnasium Lieporiai, das Romuvos-Gymnasium, Santarvės-Gymnasium, das Stasys-Šalkauskis-Gymnasium, das Universitätsgymnasium, die 1. Musikschule,  die Knaben-Gesangschule Dagilėlis, die Schule der Künste, die Schule für bildende Kunst, das Sportgymnasium Šiauliai sowie das Atžalynas-Sportzentrum.
14 Progymnasien bieten den Abschluss von 8 Klassen. Es gibt auch einige Grundschulen, private sowie das Berufsbildungszentrum Šiauliai. Früher gab es eine Sanatorium-Schule für kranke Schüler, jetzt gibt es das Santakos-Entwicklungszentrum. Es gab auch einige Sonderschulen, die später reorganisiert und zusammen gelegt wurden.

## Sport
Der FC Šiauliai war der bedeutendste Fußballverein der Stadt. Nach dem Abstieg aus der höchsten litauischen Liga wurde der Verein 2016 aufgelöst.

## Verkehr
Šiauliai ist Kreuzungspunkt der litauischen Hauptstraßen A 9, A 11 und A 12, ferner der Europastraßen E 77 und E 272.
Der Bahnhof Šiauliai liegt an der 1871 eröffneten Bahnstrecke Kaišiadorys–Liepāja und ist Ausgangspunkt der Bahnstrecke Šiauliai–Jelgava.
Südöstlich der Stadt liegt der Flughafen Šiauliai, der vor allem militärisch genutzt wird. Die NATO-Mission Air Policing Baltikum ist hier stationiert. Als ziviler Flughafen wird er nur gelegentlich zum Auftanken genutzt.

## Städtepartnerschaften
Šiauliai hat Städtepartnerschaften geschlossen mit
| - Jelgava in Lettland, seit 1990 - Kristianstad in Schweden, seit 1990 - Pärnu in Estland, seit 1992 - Etten-Leur in den Niederlanden, seit 1992 - Fredericia in Dänemark, seit 1993 - Częstochowa in Polen, seit 1995 - Omaha in den Vereinigten Staaten, seit 1996 - Baranawitschy in Belarus, seit 2001 - Chmelnyzkyj in der Ukraine, seit 2001 - Kaliningrad in Russland, seit 2003 - Plauen in Deutschland, seit 2010 |

### Kooperationen
- Frohnleiten (Österreich)
- Setúbal (Portugal)
- Jastrzębie-Zdrój (Polen)
- Landsberg am Lech (Deutschland)
- Gioia del Colle (Italien)
- Velká Bystřice (Tschechien)

## Persönlichkeiten
In Šiauliai geboren wurden unter anderem:
- Weniamin Kagan (1869–1953), russischer Mathematiker
- Stephanie Held-Ludwig, geb. Edelstein (1871–1943), Fotografin
- Stanislava Jakševičiūtė-Venclauskienė (1874–1958), Schauspielerin und Regisseurin, Gerechte unter den Völkern
- Michael Nassatisin (1876–1931), jüdischer Großhändler und Philanthrop
- Andrej Andrejew (1887–1967), russischer Filmarchitekt, Zeichner und Bühnenbildner
- Alexander Abramow-Mirow (1895–1937), sowjetischer Komintern- und Geheimdienstfunktionär
- Juozas Vilpišauskas (1899–?), Radrennfahrer
- Fritz Scherwitz (1903–1962), Täter des Holocaust
- Antanas Gudaitis (1904–1989), Maler und Grafiker
- Meyer Schapiro (1904–1996), US-amerikanischer Kunsthistoriker litauisch-jüdischer Herkunft
- Joseph Schalom Elyashiv (1910–2012), israelischer Rabbiner und Talmudgelehrter
- Aleksander Gabszewicz (1911–1983), polnischer Jagdflieger im Zweiten Weltkrieg
- Immanuel Broser (1924–2013), deutscher Physiker
- Dov Shilansky (1924–2010), israelischer Politiker, 1988 bis 1992 Parlamentspräsident der Knesset
- Karl Zeller (1924–2006), deutscher Mathematiker, Hochschullehrer
- Alma Adamkienė (1927–2023), Politikergattin und First Lady
- Saulius Sondeckis (1928–2016), Dirigent, Gründer des Litauischen Kammerorchesters
- Leopold Spaeth (1928–2006), deutscher Politiker (CDU)
- Vytautas Laurušas (1930–2019), Musikpädagoge
- Dainius Trinkūnas (1931–1996), Pianist und Politiker
- Viktoras Milvydas (1932–2017), Schachspieler, Bauingenieur und Pferdesportfunktionär
- Siegfried Akkermann (* 1935), deutscher Wissenschaftler, Arzt und Schriftsteller
- Virgilijus Noreika (1935–2018), Tenor und Professor
- Regimantas Adomaitis (1937–2022), Schauspieler
- Rimvydas Raimondas Survila (* 1939), Zootechniker und Politiker
- Veronika Vitaitė (* 1939), Pianistin, Musikpädagogin und Hochschullehrerin
- Daiva Kšanienė (* 1943), Musikwissenschaftlerin
- Rolandas Pavilionis (1944–2006), Sprachwissenschaftler, Philosoph und Politiker
- Vytautas Steponas Vaičiūnas (* 1944), römisch-katholischer Priester
- Kęstutis Čilinskas (1946–2011), Rechtsanwalt und Politiker
- Neris Germanas (* 1946), Diplomat und Politiker
- Vytautas Čepas (* 1948), Psychologe und Politiker
- Irena Degutienė (* 1949), Politikerin
- Vītauts Gaļinauskas (* 1949), Radrennfahrer
- Kornelijus Platelis (* 1951), Dichter und Politiker
- Egidijus Žironas (* 1954), Jurist, Richter
- Vida Beselienė (* 1956), Basketballspielerin
- Zigmas Vaišvila (* 1956), Politiker
- Roma Žakaitienė (* 1956), Juristin und Politikerin
- Gema Umbrasienė (1958–2024), Politikerin
- Raimondas Valuckas (* 1959), Handballspieler
- Šarūnas Birutis (* 1961), Politiker und Unternehmer
- Laimontas Dinius (* 1962), Komponist, Sänger und Politiker
- Visvaldas Matkevičius (* 1963), Politiker
- Šarūnas Bartas (* 1964), Filmregisseur
- Aidas Gedvilas (* 1966), Politiker und Unternehmer
- Waleri Simulik (* 1966), Politiker
- Raimondas Šukys (* 1966), Politiker
- Renata Turauskienė (* 1969), Schachspielerin
- Evaldas Lementauskas (* 1970), Politiker
- Povilas Vanagas (* 1970), Eiskunstläufer
- Haroldas Čyvas (* 1972), Volleyball- und Beachvolleyballspieler
- Arijandas Šliupas (* 1973), Manager und Politiker
- Mindaugas Žukauskas (* 1975), Basketballspieler
- Andrius Šedžius (* 1976), Unternehmer und Politiker
- Deividas Staponkus (* 1976), Opernsänger und Politiker
- Martynas Šiurkus (* 1978), Politiker, Vizeminister für Soziales und Arbeit
- Andrius Mazuronis (* 1979), Politiker und Bauingenieur
- Indrė Pociūtė-Levickienė (* 1979), Juristin und Politikerin
- Robertas Javtokas (* 1980), Basketballspieler
- Rasa Drazdauskaitė (* 1981), Mittel- und Langstreckenläuferin
- Severija Janušauskaitė (* 1981), Schauspielerin, Regisseurin, Komponistin
- Viktorija Čmilytė (* 1983), Schachspielerin
- Tomas Gadeikis (* 1984), Kanute
- Olga Jegunova (* 1984), lettische Pianistin
- Agnė Grudytė (* 1986), Schauspielerin und Fernsehmoderatorin
- Eglė Balčiūnaitė (* 1988), Mittelstreckenläuferin
- Deimantė Cornette (* 1989), Schachspielerin
- Ieva Pakarklytė (* 1989), Politikerin
- Dovilė Kilty (* 1993), Leichtathletin
- Jonas Truchanovičius (* 1993), Handballspieler
- Vytas Gašpuitis (* 1994), Fußballspieler
- Kamilė Gogelienė (* 1994), Politikerin, Vizeministerin der Verteidigung
- Justinas Švėgžda (* 1996), Politiker, Vizebürgermeister der Stadtgemeinde Šiauliai
- Greta Karinauskaitė (* 2001), Leichtathletin
- Vilius Gaubas (* 2004), Tennisspieler